# Georges Mandaoué
Georges Métou Mandaoué est un homme politique indépendantiste de Nouvelle-Calédonie, né dans la tribu de Nekoue à Houaïlou le 23 octobre 1959. Militant de l'Union syndicale des travailleurs kanaks et des exploités (USTKE) et vice-président du Parti travailliste, il est, du 3 mars 2011 aux élections provinciales du 11 mai 2014, membre des 9e, 10e, 11e et 12e gouvernements locaux issus de l'Accord de Nouméa. 

## Du syndicalisme à la représentation coutumière
Fonctionnaire à l'Office des postes et télécommunications (OPT) de Nouvelle-Calédonie, Georges Mandaoué milite à partir de 1984 au sein du Syndicat des travailleurs kanaks et des exploités (STKE), devenu par la suite l'USTKE, à l'époque l'une des composantes (jusqu'en 1989) du Front de libération nationale kanak et socialiste (FLNKS). 
Il laisse son travail à l'OPT lorsqu'il est choisi en août 1999 comme l'un des deux représentants de l'aire Ajië-Aro au Sénat coutumier tout juste créé par le statut de l'Accord de Nouméa. Il exerce la présidence tournante annuelle de cette institution du 8 septembre 2001 au 21 septembre 2002.
Il est reconduit au Sénat coutumier pour un mandat de cinq ans lors du renouvellement du 25 août 2005. Il cesse d'exercer ses fonctions de sénateur coutumier le 15 juin 2009 à la suite de son élection comme conseiller provincial. 

## Cadre du Parti travailliste
Il participe à la création en 2007 du Parti travailliste, bras politique de l'USTKE situé à l'extrême gauche de l'échiquier néo-calédonien. Il en devient le vice-président. Il mène la liste de cette formation à l'élection municipale de mars 2008 à Houaïlou : elle obtient 278 voix et 15,95 % des suffrages exprimés au 1er tour (4e meilleur résultat sur 5 candidatures) puis 262 votes (12,55 %) au 2e tour (également 4e score sur 5), pour 2 élus sur 27. Georges Mandaoué devient ainsi conseiller municipal d'opposition face à la majorité de l'Union nationale pour l'indépendance (UNI) du maire Valentine Eurisouké (issue du FLNKS et du Parti de libération kanak, dit Palika). 
Pour les élections provinciales du 10 mai 2009, il est en troisième position sur la liste travailliste emmenée par le conseiller municipal de Pouébo Rock Doui en Province Nord. Celle-ci obtient le troisième meilleur score, derrière l'UNI du président Palika de l'Assemblée sortante Paul Néaoutyine et l'Union calédonienne (UC) du maire de Canala Gilbert Tyuienon, avec 2 593 voix, 11,97 % des suffrages exprimés et 3 élus sur 22 (dont 2 sur les 15 également envoyés au Congrès). Georges Mandoué fait donc son entrée au sein de l'institution provinciale dont il prend la présidence de la Commission de la femme. 
Après le renversement du gouvernement Gomès par la démission collective de ses membres FLNKS-UC le 17 février 2011, Georges Mandaoué est présenté en troisième position sur la liste « Entente » (alliance entre le groupe FLNKS, tendance UC, et le Parti travailliste) pour l'élection du nouvel exécutif du 3 mars 2011. Il est élu, et reconduit dans les gouvernements successivement désignés les 17 mars, 1er avril et 10 juin de la même année. À partir du 11 mars 2011, il est chargé d'animer et de contrôler les secteurs du Travail et de l'Emploi, de l'Insertion professionnelle, de l'Identité kanak et des Affaires coutumières ainsi que des Relations avec le Sénat coutumier et les Conseils coutumiers, à quoi s'ajoute le Dialogue social à partir du 22 mars 2011. Il a également été coresponsable, avec le président du gouvernement Harold Martin (anti-indépendantiste de l'Avenir ensemble), du 11 mars au 1er avril 2011 et de la Formation du 22 mars au 1er avril.
Pour les élections provinciales du 11 mai 2014, il est la tête de liste du Parti travailliste dans le Nord : il forme alors une alliance avec la Fédération des comités de coordination indépendantistes (FCCI), petit parti indépendantiste n'ayant plus d'élus provinciaux depuis 2004, et avec certains dissidents de l'UC, dont l'ancien maire de Ouégoa Joël Carnicelli. Ils arrivent finalement derniers parmi cinq listes candidates, avec 1 497 voix et 6,4 % des suffrages exprimés, mais moins de 5 % des inscrits, ce qui les empêche d'obtenir le moindre siège. Il n'est pas reconduit dans le gouvernement formé après ce scrutin, le 5 juin 2014.

## Directeur du Développement Durable de Vale Nouvelle-Calédonie
Crée en février 2015, la Direction du Développement Durable rassemble l’ensemble des actions existantes de Vale NC en matière sociale et environnementale. Elle est conduite par Georges Mandaoué.

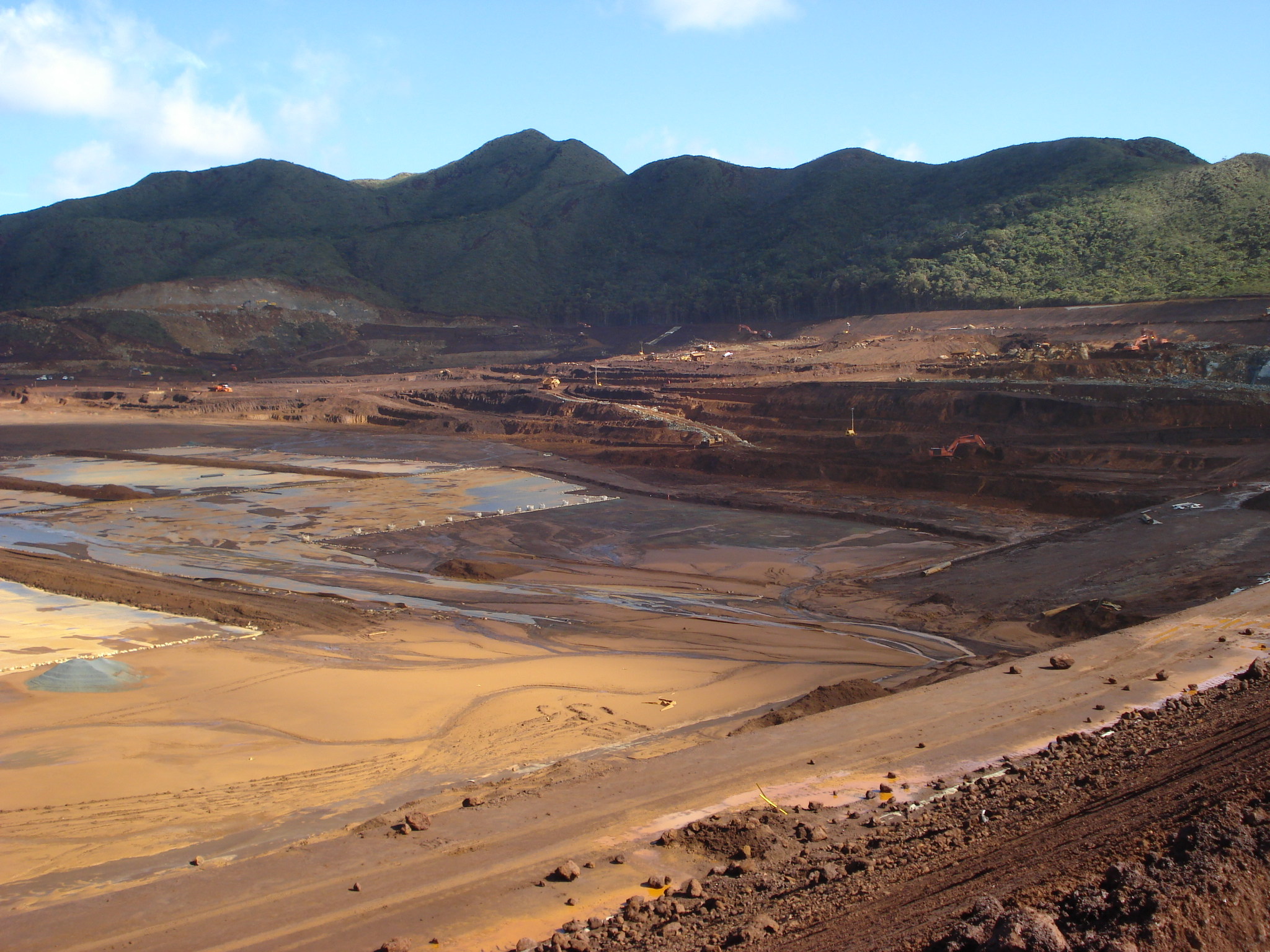
Construction de la zone de stockage de résidus miniers de la Kwe Ouest, Mine de Goro.